# William Shield
William Shield (1748 - 1829) va ser un compositor, violinista i violista anglès que va néixer a Swalwell el 5 de març de 1748 i va morir a Londres el 25 de gener de 1829.
William Shield, nascut Swalwell, va aprendre a tocar el violí amb seu pare fins que la mort de la seva mare va portar al seu pare a inscriure'l com a aprenent en una constructora naval a Tyneside, encara que anys més tard va continuar els seus estudis de violí i composició amb Charles Avison a Newcastle upon Tyne. La seva reputació com a concertista es va estendre ràpidament, i ben aviat va viatjar a Londres, on va aconseguir, primer, el lloc de primer violí i, després com a primer viola, en l'orquestra del King's Theatre al Haymarket. Com a compositor, l'òpera va ser la seva porta d'entrada, i el va portar a escriure els seus primers èxits durant la segona meitat del segle xviii. Va ser durant aquesta segona meitat quan el violista William Napier es va convertir en el seu editor. Després del seu nomenament com a compositor al Covent Garden, Shield va escriure una sèrie d'òperes i obres instrumentals que es van convertir en molt populars, com per exemple Rosina (1782), The Poor Soldier (1783) i The Farmer (1787).
Haydn va assistir a una de les primeres representacions de The Woodman (1791) i a partir de llavors van començar una amistat que va durar fins al final de la seva vida. De fet, sovint es diu que va aprendre més sobre la música en companyia de Haydn que de qualsevol altra professor, i Haydn, impressionat per l'habilitat de Shield per escriure àries i peces de vent per l'estil concertant, li va fer entrega d'una còpia de Pietá di me. A finals de segle, Shield va viatjar a l'estranger i va començar a treballar en altres conjunts i formacions musicals que van ampliar les dimensions de la seva obra. A inicis del segle xviii, el 1817, va ser nomenat "Master of the King’s Music". Va ser enterrat en el claustre de l'Abadia de Westminster i va donar la seva viola Stainer a Jordi IV.

## Obra

### Òpera
- A Flitch of Bacon (1778)
- Rosina (1782)
- The Poor Soldier (1783)
- Robin Hood (1.784)
- Fontainbleau (1784)
- The Noble Peasant (1784)
- The Lock and Key (1786)
- The Farmer (1787)
- The Woodman (1791)
- The Mysteries of the Castle
- The Castle of Andalusia
- Hartford Bridge
- Two Faces under a Hood
- Lord Mayor's Day
- Friar Bacon

### Antologies
- An Introduction to Harmony
- The Rudiments of Thoroughbass

### Duets per violí
- Opus 1
- Opus 2

### Música de Cambra
- String Quartet in B-flat Opus 3, No. 1
- String Quartet in F Opus 3, No. 2
- String Quartet in C Opus 3, No. 3
- String Quartet in E-flat Opus 3, No. 4
- String Quartet in D Opus 3, No. 5
- String Quartet in C-minor Opus 3, No. 6.

### Cançons
- The Ploughboy
- Old Towler
- Comin Thro The Rye
- The Thorn
- Nora, Dear Norah
- The Arethusa
- The Heaving of the Lead
- The Post Captain
- The Wolf
- Let Fame Sound Her Trumpet